# Aethriamanta nymphaeae
Aethriamanta nymphaeae – gatunek ważki z rodziny ważkowatych (Libellulidae). Występuje w Australii i na Nowej Gwinei.